# Nobuhiro Watsuki
Nobuhiro Watsuki (和月 伸宏; Watsuki Nobuhiro, Niigata, Japó, 26 de maig de 1970) és un mangaka japonès, reconegut per crear la sèrie de temàtica samurai Rurouni Kenshin.

## Els inicis
Watsuki va tenir des de petit una gran afició per les arts marcials, com ara, el Kendo, la qual cosa va influir posteriorment en les seves obres. Encara que la seva afició era gran i que va ser un abnegat practicant, ben aviat es va adonar que no estava fet pel kendo, al no aconseguir ni una sola victòria en els campionats en els quals va participar i va acabar abandonant. Tot i així, però, va traslladar la seva afició al món del manga. Després, es va graduar a l'Escola Superior de Nagaoka.
Watsuki va interessar-se pel manga a través del seu germà gran, principalment quan aquell li va mostrar obres dom ara Black Jack de Osamu Tezuka i Neon Genesis Evangelion. Durant la seva adolescència es va convertir en un gran dibuixant a pesar que el seu germà va abandonar l'interès.
La seva carrera com mangaka es va iniciar quan als 16 anys va guanyar el concurs de Premi Tezuka de Shūeisha (editorial de la famosa revista Shūkan Shōnen Jump) per la seva petita obra Teacher Pon (ティーチャー・ポン) la qual va ser publicada posteriorment. Després guanya el 33è Premi Tezuka aconseguir d'aquesta manera entrar al món editorial, com a assistent de Takeshi Obata, al qual admirava molt i a qui va ajudar a produir diverses obres: Arabian Lamp-Lamp i Chikara Mite Densetsu.

## Trajectòria professional
Watsuki va publicar la seva primera obra professional com a dibuixant independent. Es tractava d'una història titulada Sengoku No Mikazuki ("Lluna creixent en època de guerra").
El 1993 va publicar la història coneguda com a Meiji Kenkaku Romantan ("Crònica d'un expert espadachín de l'era Meiji") basada en un rodamón anomenat Kenshin Himura, un personatge que al principi era un assassí del Ishin Shishi durant el bakumatsu que va desaparèixer al final de la guerra per després aparèixer en l'era Meiji. Aquesta obra de 23 pàgines va representar l'episodi pilot del manga Rurouni Kenshin que publicaria a l'any següent, 1994. Amb aquesta història aconseguí el seu llançament definitiu com a mangaka, obtenint un èxit immediat amb la sèrie. L'autor es va fer molt cèlebre en publicar-se el primer tankōbon (volum recopilatori) de Rurouni Kenshin.
L'any 2002 Watsuki va publicar la seva segona obra professional, Busō Renkin (Armes Alquímia) la qual tracta d'un noi que somia que ho van matar però que en realitat va morir assassinat i va ressuscitar gràcies a un artefacte alquímic anomenat Kakugane. El noi decideix usar el poder que li ha estat transferit en el procés per protegir la seva ciutat dels homuncles. Aquesta obra no va arribar a ser molt popular, tot i que va arribar a tenir una adaptació a l'anime i un videojoc en format PlayStation 2. Una falta d'èxit provocada, en part, a causa que l'editor no estava d'acord amb un personatge.
Actualment Nobuhiro Watsuki es troba desenvolupant un nou manga anomenat Embalming:The Another Tale of Frankenstein (L'altra història de Frankenstein) la qual està basada en unes criatures anomenades Frankestein que es creen a partir de cossos morts i a les quals se'ls dona vida a través d'electrons; aquest manga porta fins avui 10 capítols, dels quals els primers vuit ja estan editats en format tankoubon. Aquest màniga ha tingut una bona rebuda del públic, i el primer volum va aconseguir el lloc número 11 del rànquing de vendes de l'editorial Shūeisha en la setmana del seu llançament.

## Aficions
Watsuki té, a més, altres gustos com ara: els còmics americans de l'estil de la saga X-Men, les joguines i els videojocs.

## Obres
- Rurouni Kenshin (1994)
- Gun Blaze West (2000)
- Busō Renkin (2003)
- Embalming 2 (2006)
- Embalming -The Another Tale of Frankenstein- (2008)
- Yamato Takeru (2010)
- Rurouni Kenshin Tokuhitsuban (2012) - Reinicio de Rurouni Kenshin.

### One shots
- Teacher Pon (1987)
- Hokuriku Yuurei Kobanashi (1991)
- Sengoku No Mikazuki ("Lluna creixent en època de guerra")
- Meteor Strike